# Louis Christiaan Kalff
Pour les articles homonymes, voir kalff.
 (mai 2011).
Si vous disposez d'ouvrages ou d'articles de référence ou si vous connaissez des sites web de qualité traitant du thème abordé ici, merci de compléter l'article en donnant les références utiles à sa vérifiabilité et en les liant à la section « Notes et références ».
Louis Christiaan Kalff (14 novembre 1897- septembre 1976) était un concepteur graphique néerlandais, considéré comme un pionnier du design industriel du XXe siècle.[réf. nécessaire]

## Biographie
Il se construit rapidement un  bagage artistique varié, incluant le design d'objet, la sculpture, la céramique et l'architecture, et commence à travailler pour la société d'électroménager Philips dans le département publicité en 1924. Rapidement, il monte en grade et en devient le responsable. Il créera notamment le logo de la société.[réf. nécessaire]
En 1929 il crée l'atelier de design des luminaires Philips et dynamise ainsi les ventes de la société. Il deviendra plus tard le directeur artistique de cette entreprise où il travaillera jusqu'à sa retraite en 1960.
Durant les années 1930, il est nommé responsable du département éclairage de la World Exhibition de Barcelone, Antwerp et Paris.  
Parallèlement, il conçoit des affiches et des annonces en tant que pigiste pour la station balnéaire de Scheveningen en Hollande, et pour Radio Holland et réalise aussi quelques couvertures de livre. 
Malgré le fait qu'il ait travaillé pour de nombreuses agences, il reste un designer free-lance.